# Hochwilde
Hochwilde lub Hohe Wilde (wł. l'Altissima) – szczyt w Alpach Ötztalskich, części Centralnych Alp Wschodnich. Leży na granicy między Austrią (Tyrol) a Włochami (Południowy Tyrol). Od północy szczyt przykrywa lodowiec Gurgler Ferner. Góra ma dwa wierzchołki: południowy, wyższy - 3480 m oraz północny, niższy - 3458 m.
Szczyt można zdobyć drogami ze schroniska Stettiner Hütte (2875 m) lub Hochwildehaus (2883 m). Pierwszego wejścia dokonali J. Ganahl i inni 1858 r.